# 5054 Keil
5054 Keil (1986 AO2) là một tiểu hành tinh vành đai chính được phát hiện ngày 12 tháng 1 năm 1986 bởi E. Bowell ở Flagstaff.